# Hyposmocoma subnitida
Hyposmocoma subnitida (лат.) — вид роскошных молей эндемичного гавайского рода Hyposmocoma.

## Описание
Бабочки размахом крыльев 18-20 мм соломенно-беловатой окраски. Передние крылья с тремя или четырьмя коричневатыми полосами, у их основания полос имеются пятна. Задние крылья серые с заметным блеском, реснички по краю крыльев серовато-охристые. Брюшко соломенно-и ноги охристые. Лапки ног с бледно-бурыми полосами.

## Распространение
Встречается на острове Гавайи в районе Килауэа.